# Браун, Бланко
Бланко Браун (англ. Blanco Brown) — американский кантри-певец и продюсер,  известный по работе с такими музыкантами как Крис Браун, Fergie и Pitbull. Дебютный сингл Брауна "The Git Up" вышел в апреле 2019 года и к июлю 2019 года собрал более 20 млн стримов на сервисе Spotify. В июне 2019 года Браун дебютировал в чарте журнала Billboard charts, появившись на 41-м месте в чарте Emerging Artists. «The Git Up» возглавил кантри-чарт Hot Country Songs и достиг лучшей двадцатки top-20 в основном американском хит-параде Billboard Hot 100.

## История
Браун вырос в городе Атланта (штат Джорджия), слушая хип-хоп музыкантов, таких как OutKast. Летом Браун навещал свою бабушку в Батлере (штат Джорджия), где он слушал музыку кантри, такую как Джонни Кэш. Браун ценит обе формы музыки.
Браун опубликовал своё обучающее музыкальное видео «The Git Up» на канале YouTube вместе с кантри-художницей Лейни Уилсон, где показывал как надо танцевать под его песню. «Git Up» набирал популярность с момента выпуска видео и был использован в более чем 130 000 видео на TikTok, став вирусным.

## Дискография

### Мини-альбомы (EP)
- Blanco Brown (2019)[7]

### Синглы
| Название     | Год  | Высшая позиция | Высшая позиция | Высшая позиция | Высшая позиция | Высшая позиция |
| Название     | Год  | US             | AUS            | CAN            | IRE            | NZ             |
| ------------ | ---- | -------------- | -------------- | -------------- | -------------- | -------------- |
| «The Git Up» | 2019 | 14             | 11             | 9              | 76             | 8              |